# 埼玉vs.千葉シリーズ
埼玉vs.千葉シリーズ（さいたまvs.ちばシリーズ）は、埼玉県に本拠地を置く日本プロ野球（NPB）のチーム、埼玉西武ライオンズと千葉県に本拠地を置く千葉ロッテマリーンズとのそれぞれパシフィック・リーグに所属し、関東地方に本拠地を置くチーム同士が対戦する試合で行われる対戦企画の名称。2013年の開始から2014年までは埼玉vs.千葉ライバルシリーズと呼ばれていた。2016年まで開催された。
ここでは埼玉vs.千葉ライバルシリーズの企画のみならず、関東地方のパ・リーグ球団が西武、ロッテの2球団になってからの両球団の対戦についても説明する。

## 概要
東京都に本拠地を置いていた日本ハムファイターズが、2003年限りで本拠地を北海道に移転（これにより球団名も北海道日本ハムファイターズと変わる）。関東地方に本拠地を置くパシフィックリーグのチームは埼玉県を本拠地とする西武ライオンズ（現・埼玉西武ライオンズ）と千葉県を本拠地とする千葉ロッテマリーンズの2チームとなった。
2005年以降、文化放送ライオンズナイターではこの2チームの対戦を盛り上げるため、この対戦の中継ではマリーンズサポーターのかわのをとやがマリーンズ応援レポーターとして起用し、「パ・リーグ関東ダービー」と銘打って放送するようになった。しかし、ダービーと銘打ってはいるものの、ライオンズナイターの一環として行われているため実況スタイルはライオンズ寄りとなっている。ただし、一時期、応援実況として、ライオンズ攻撃時、マリーンズ攻撃時でアナウンサーが変わる中継を数試合行っていたことがあった。
2013年5月17日、西武、ロッテの両球団はそれぞれの本拠地・埼玉県、千葉県の協力も得て、対戦を盛り上げるためのイベントとして埼玉vs.千葉ライバルシリーズの開催を発表した。
イベント内容は西武が「SAITAMA」ユニフォーム、ロッテが「CHIBA」ユニフォームを着用しての試合、勝利チームのファンに対し埼玉県、千葉県の特産品のプレゼントなどとなっている。

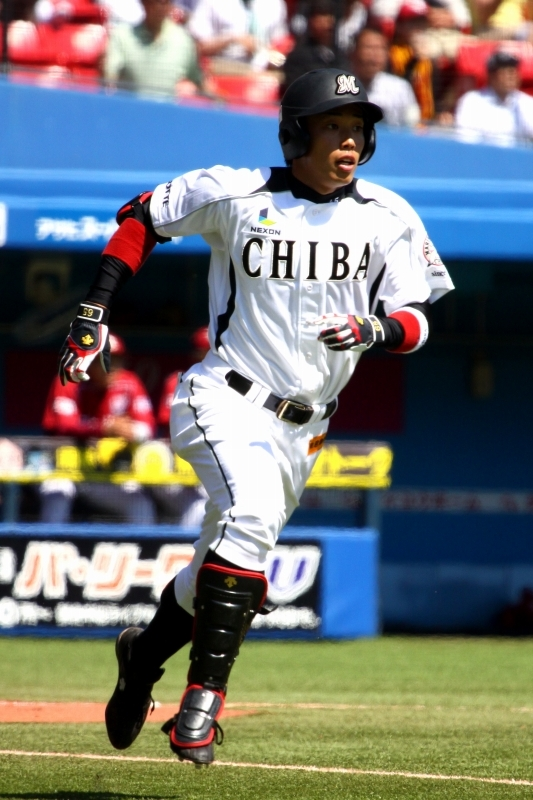
2012年から2015年まで使用された「CHIBA」ユニフォームを着用する加藤翔平。

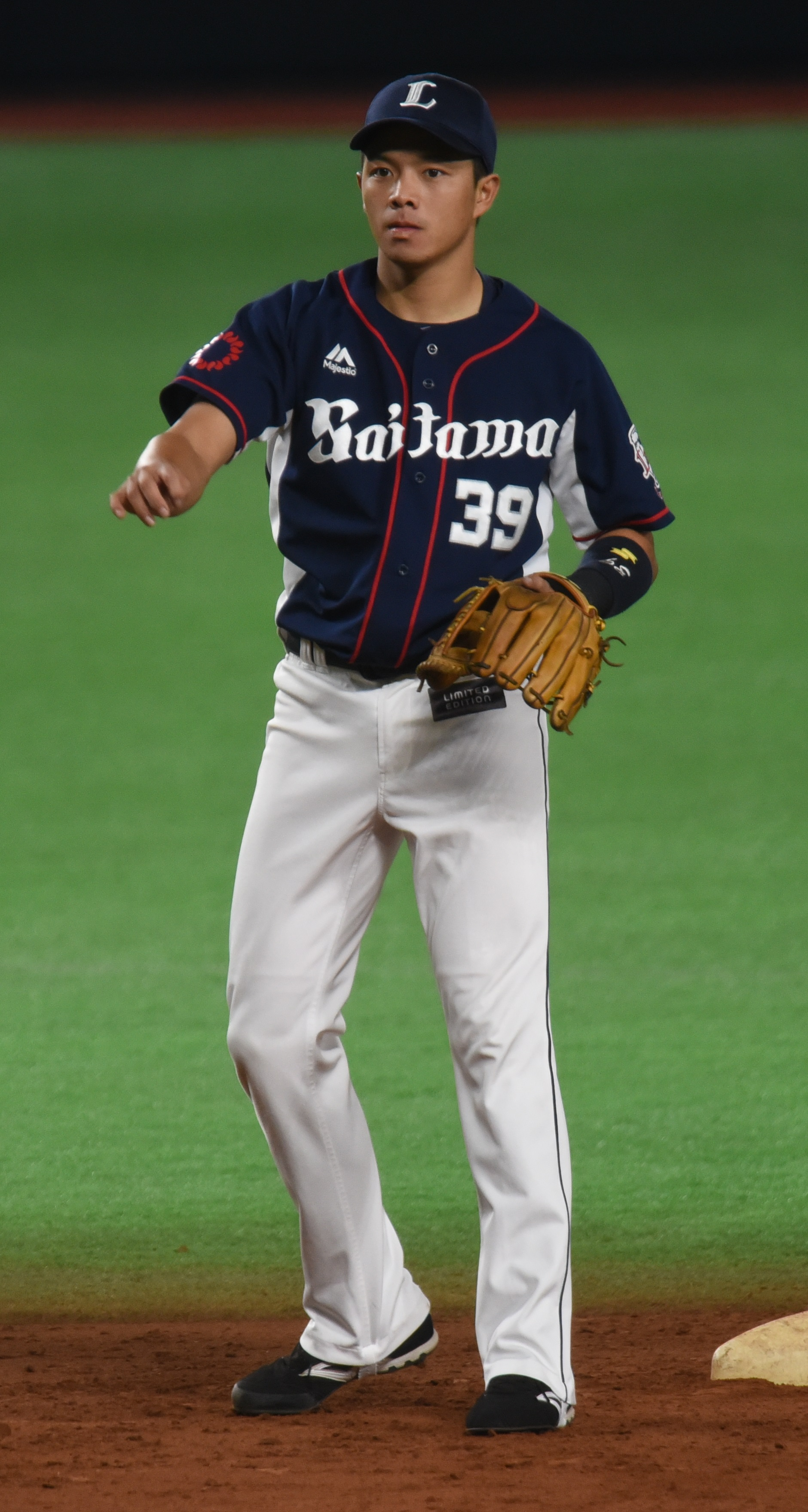
2013年より使用される「Saitama」ユニフォームを着用する呉念庭。

実施日は西武の主催試合では7月5日-7日、ロッテの主催試合は9月6日-8日であったが、9月8日の試合は雨天中止になり翌9月9日に振替開催された。
2014年も引き続きこの企画は実施されることとなり、実施日は西武主催試合では7月25-27日、ロッテ主催は8月8日-10日となる。
2015年は埼玉vs.千葉シリーズと名称を変更して開催される。実施日はロッテ主催試合が5月8日から10日、西武主催が7月3日から5日である。
2016年は西武主催が6月25日と26日、ロッテ主催が9月2日から4日である。
2017年以降は開催されていない。
その年の勝ち越しチームが翌年、地域名が先に来る権利を得ることになっていた（西武が勝ち越した場合「埼玉vs.千葉ライバルシリーズ」となり、ロッテが勝ち越した場合「千葉vs.埼玉ライバルシリーズ」となる）。勝ち数が同数の場合は前年の勝ち越しチームが勝ち越し扱いとなる。なお、初開催の2013年は過去の優勝回数などから、西武（埼玉）の上位で開催されている。
2013年の初開催以降、現段階での最後の開催である2016年までいずれもライオンズの勝ち越しもしくは勝ち数が同数だったため、「千葉」が名称の先に来たことは1度もない。

## ホームスタジアム
| チーム名             | スタジアム名 （命名権名称）                   | 収容人員 | 画像       | 備考                                                                                                  |
| -------------------- | --------------------------------------------- | -------- | ---------- | --- |
| 埼玉西武ライオンズ   | 西武ドーム （ベルーナドーム）                 | 33,556人 | 西武ドーム | 2005年-2006年はインボイスSEIBUドーム、 2007年はグッドウィルドーム、 2015年-2016年は西武プリンスドーム |
| 埼玉西武ライオンズ   | 埼玉県営大宮公園野球場                        | 20,500人 | 大宮公園   | 準本拠地として使用。 2008年6月27日に行われている。                                                    |
| 千葉ロッテマリーンズ | 千葉マリンスタジアム （ZOZOマリンスタジアム） | 30,011人 | 千葉マリン | 2011年-2016年はQVCマリンフィールド                                                                    |

## 戦績

### 埼玉vs.千葉ライバルシリーズでの成績
■埼玉西武ライオンズ：12勝9敗1分
■千葉ロッテマリーンズ：9勝12敗1分
| 年     | 月日    | 会場   | ホーム     | 得点     | ロード     | 翌年の名称優先権                                                                                 |
| ------ | ------- | ------ | ---------- | -------- | ---------- | ------------------------------------------------------------------------------------------------ |
| 2013年 | 7月5日  | 西武D  | ライオンズ | 7-2      | マリーンズ | ライオンズが勝ち越し （4勝2敗）により獲得                                                        |
| 2013年 | 7月6日  | 西武D  | ライオンズ | 7-3      | マリーンズ | ライオンズが勝ち越し （4勝2敗）により獲得                                                        |
| 2013年 | 7月7日  | 西武D  | ライオンズ | 11-2     | マリーンズ | ライオンズが勝ち越し （4勝2敗）により獲得                                                        |
| 2013年 | 9月6日  | マリン | マリーンズ | 0-8      | ライオンズ | ライオンズが勝ち越し （4勝2敗）により獲得                                                        |
| 2013年 | 9月7日  | マリン | マリーンズ | 3-0      | ライオンズ | ライオンズが勝ち越し （4勝2敗）により獲得                                                        |
| 2013年 | 9月8日  | マリン | マリーンズ | 雨天中止 | ライオンズ | ライオンズが勝ち越し （4勝2敗）により獲得                                                        |
| 2013年 | 9月9日  | マリン | マリーンズ | 4-3      | ライオンズ | ライオンズが勝ち越し （4勝2敗）により獲得                                                        |
| 2014年 | 7月25日 | 西武D  | ライオンズ | 2-3      | マリーンズ | 両者3勝3敗で並ぶも 前年度上位優先の規定により ライオンズが防衛                                   |
| 2014年 | 7月26日 | 西武D  | ライオンズ | 5-3      | マリーンズ | 両者3勝3敗で並ぶも 前年度上位優先の規定により ライオンズが防衛                                   |
| 2014年 | 7月27日 | 西武D  | ライオンズ | 3-5      | マリーンズ | 両者3勝3敗で並ぶも 前年度上位優先の規定により ライオンズが防衛                                   |
| 2014年 | 8月8日  | マリン | マリーンズ | 5-9      | ライオンズ | 両者3勝3敗で並ぶも 前年度上位優先の規定により ライオンズが防衛                                   |
| 2014年 | 8月9日  | マリン | マリーンズ | 5-16     | ライオンズ | 両者3勝3敗で並ぶも 前年度上位優先の規定により ライオンズが防衛                                   |
| 2014年 | 8月10日 | マリン | マリーンズ | 4-3      | ライオンズ | 両者3勝3敗で並ぶも 前年度上位優先の規定により ライオンズが防衛                                   |
| 2015年 | 5月8日  | マリン | マリーンズ | 3-9      | ライオンズ | ライオンズが勝ち越し （3勝2敗1分）により獲得                                                     |
| 2015年 | 5月9日  | マリン | マリーンズ | 10-2     | ライオンズ | ライオンズが勝ち越し （3勝2敗1分）により獲得                                                     |
| 2015年 | 5月10日 | マリン | マリーンズ | 11-1     | ライオンズ | ライオンズが勝ち越し （3勝2敗1分）により獲得                                                     |
| 2015年 | 7月3日  | 西武D  | ライオンズ | 5-5      | マリーンズ | ライオンズが勝ち越し （3勝2敗1分）により獲得                                                     |
| 2015年 | 7月4日  | 西武D  | ライオンズ | 8-2      | マリーンズ | ライオンズが勝ち越し （3勝2敗1分）により獲得                                                     |
| 2015年 | 7月5日  | 西武D  | ライオンズ | 3-1      | マリーンズ | ライオンズが勝ち越し （3勝2敗1分）により獲得                                                     |
| 2016年 | 6月25日 | 西武D  | ライオンズ | 10-9     | マリーンズ | 両者2勝2敗1分で並ぶも 前年度上位優先の規定により ライオンズが防衛するが 2017年以降は開催されず。 |
| 2016年 | 6月26日 | 西武D  | ライオンズ | 4-10     | マリーンズ | 両者2勝2敗1分で並ぶも 前年度上位優先の規定により ライオンズが防衛するが 2017年以降は開催されず。 |
| 2016年 | 9月2日  | マリン | マリーンズ | 1-1      | ライオンズ | 両者2勝2敗1分で並ぶも 前年度上位優先の規定により ライオンズが防衛するが 2017年以降は開催されず。 |
| 2016年 | 9月3日  | マリン | マリーンズ | 9-8      | ライオンズ | 両者2勝2敗1分で並ぶも 前年度上位優先の規定により ライオンズが防衛するが 2017年以降は開催されず。 |
| 2016年 | 9月4日  | マリン | マリーンズ | 2-4      | ライオンズ | 両者2勝2敗1分で並ぶも 前年度上位優先の規定により ライオンズが防衛するが 2017年以降は開催されず。 |

### 埼玉vs.千葉ライバルシリーズでの成績以外も含めた年度別対戦成績
| 年度   | ライオンズ勝利 | 引分 | マリーンズ勝利 |
| ------ | -------------- | ---- | -------------- |
| 2004年 | 15勝           | 1分  | 11勝           |
| 2005年 | 8勝            | 0分  | 12勝           |
| 2006年 | 14勝           | 0分  | 6勝            |
| 2007年 | 9勝            | 1分  | 14勝           |
| 2008年 | 13勝           | 0分  | 11勝           |
| 2009年 | 10勝           | 0分  | 14勝           |
| 2010年 | 11勝           | 0分  | 13勝           |
| 2011年 | 11勝           | 2分  | 11勝           |
| 2012年 | 10勝           | 2分  | 12勝           |
| 2013年 | 14勝           | 0分  | 10勝           |
| 2014年 | 12勝           | 0分  | 12勝           |
| 2015年 | 11勝           | 1分  | 13勝           |
| 2016年 | 11勝           | 1分  | 13勝           |
| 2017年 | 16勝           | 1分  | 8勝            |
| 2018年 | 17勝           | 0分  | 8勝            |
| 2019年 | 16勝           | 1分  | 8勝            |
| 2020年 | 15勝           | 0分  | 9勝            |
| 2021年 | 10勝           | 4分  | 11勝           |
| 2022年 | 11勝           | 0分  | 14勝           |
| 2023年 | 9勝            | 0分  | 16勝           |
| 2024年 | 4勝            | 0分  | 21勝           |
| 通算   | 247勝          | 14分 | 247勝          |

※関東地方に本拠地を置くパリーグのチームがライオンズとマリーンズの2チームになった2004年以降のレギュラーシーズンの成績（他に2005年のプレーオフと2010年クライマックスシリーズファーストステージ、2013年クライマックスシリーズファーストステージで対戦し、マリーンズが7戦で6勝1敗）